# UFC Fight Night: Werdum vs. Volkov
UFC Fight Night: Werdum vs. Volkov var en MMA-gala som arrangerades av Ultimate Fighting Championship och ägde rum 17 mars 2018 i London i England.